# Friedrich Immanuel Schwarz

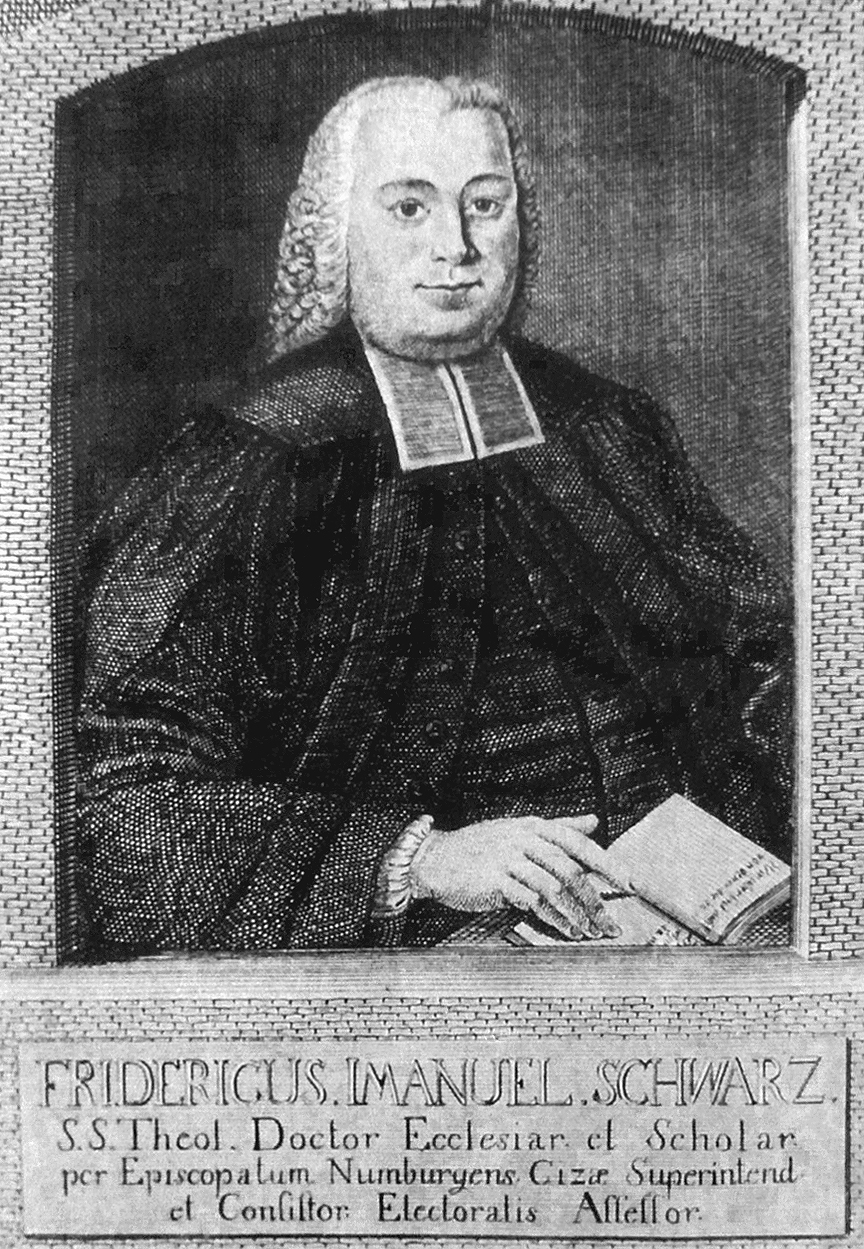
Friedrich Immanuel Schwarz

Friedrich Immanuel Schwarz (* 5. März 1728 in Lorenzkirch; † 25. Oktober 1786 in Leipzig) war ein deutscher lutherischer Theologe und Pädagoge. Schwarz war Rektor der Fürstenschule Grimma.

## Leben
Sein Großvater Georg Heinrich Sappuhn (* 12. Juli 1659 in Heilsberg; † 3. Mai 1721 in Lorenzkirch) war Gymnasiallehrer im Unterrichtsfach Redekunst in Prešov und evangelischer Pastor in Spišské Podhradie, in Prešov und 1687 bis 1721 in Lorenzkirch. Seine Großmutter war Sophia Sappuhn verwitwete Burkhardt geborene Schmitz (* 1. Mai 1665 in Kaesmark, † 4. Dez. 1744 in Lorenzkirch). 
Seine Mutter Charlotte Sophia (* 16. Juli 1702 in Lorenzkirch, † 12. Aug. 1782 in Torgau) war die jüngste Tochter der beiden. Sie war verheiratet mit
dem evangelischen Pastor M. Johann Immanuel Schwarz (* 11. August 1696 als Pfarrerssohn in Neunheilingen bei Langensalza, † 2. April 1761), der als Nachfolger ihres Vaters Georg Heinrich Sappuhn von 1721 bis 1762 Pfarrer in Lorenzkirch war. Johann Georg Eck beschrieb M. Johann Immanuel Schwarz als „Mann der sich durch Gelehrsamkeit und die größte Amtstreue eben so auszeichnete, als er durch seltene Leiden geprüft wurde. Die neun letzten Jahre seines Lebens war er blind, und langwierige und schmerzhafte Krankheiten quälten ihn. Seine ältesten versorgten Kinder raubte ihm der Tod. Im Juni 1761 zündete ein Wetterstral die Wirthschaftsgebäude seiner Wohnung an und legte sie in die Asche. Vor Schrecken fiel eine erwachsene Tochter sogleich todt zur Erde, und ihn, von einem Schlagfluße gelähmt, trug man aufs Feld, und überließ ihn den Stürmen des Ungewitters, indem man ihn der Gefahr zu verbrennen nicht anders entreissen konnte.“
Friedrich Immanuel Schwarz besuchte das Gymnasium in Meißen und immatrikulierte sich am 19. Oktober 1748 an der Universität Wittenberg. Dort erwarb er am 16. Oktober 1751 den höchsten akademischen Grad eines Magisters der Philosophie und wurde im Anschluss Kustos an der dortigen Universitätsbibliothek. 1754 wurde ihm die Leitung der Bibliothek der Universität übertragen, er hielt Privatvorlesungen und habilitierte sich am 6. August 1755 als Adjunkt an der philosophischen Fakultät. 
1756 ging Schwarz als Rektor des Gymnasiums nach Torgau und 1758 in gleicher Funktion als Rektor an das kurfürstliche Gymnasium in Grimma. 1762 nahm er eine Berufung als Superintendent in Penig an und erwarb deshalb am 11. Oktober 1768 das Lizentiat der Theologie in Wittenberg. Nachdem er 1770 die Superintendentur in Zeitz übernommen hatte, promovierte am 9. August 1770 in Wittenberg zum Doktor der Theologie. 
Friedrich Immanuel Schwarz ging 1778 als vierter Professor der Theologie an die Universität Leipzig. Nachdem er auch über dogmatische Kirchenaltertümer, die Exegese, das Alte Testament und andere Teile der Theologie unterrichtet hatte, stieg er im Laufe der Zeit bis in die zweite theologische Professur auf. Er wurde damit verbunden Domherr in Meißen, Decemvir der Universität, Beisitzer des Leipziger Konsistoriums, saß im Fürstenkollegium als Kollegial und war Senior des montäglichen Predigerkollegiums. Zudem beteiligte er sich auch an organisatorischen Aufgaben an der Leipziger Hochschule und war im Sommersemester 1785 Rektor der Akademie.
In der Aula im Gymnasium St. Augustin in Grimma befindet sich ein historisches Ölgemälde, welches Rektor Schwarz zeigt.

## Werkauswahl
1. Exercitationes historico-criticae in utrumque Samaritanorura Pentateuchum. Wittenberg 1756 
Diss. I et II de Samaria et Samaritauis. Wittenberg 1753
Diss. de forma Pentateuchi Samaritani externa. Wittenberg 1753
Diss. de authentia textus Hebraco - Samaritana merito suspecta. Wittenberg 1753
Diss. de antiquiflima Pentateuchi verfione Saroaritana. Wittenberg 1754
Diss. de praestantia et usu utriusque Pentateuchi Samaritani. Wittenberg 1755
2. Diss. Observationes criticae de Mesora Scripturae sactae Polyglotta. Wittenberg 1754
3. Diss. de unctione Pontisicis M. Hebraeorum per crucem. Wittenberg 1755
4. Diss. exhibens memoriam saecularem Wittebergae anno, quo pax religioni sanctiori divinitus data est, florentis. Wittenberg 1755
5. Diss. de scabinis Hebraeorum. Wittenberg 1755
6. Curiae Romanae sententia de pace Augustana. Wittenberg 1755
7. Diss. sistens Martyrium Stephani e Pandectis Hebraeorum illustratum. Wittenberg 1756
8. Progr. Antiquitates Balearicae. Torgau 1757
9. Progr. de obsignatione Messiae. Grimma 1757
10. Progr. Jesus Targumicus. Meletema I et II. Grimma 1757
11. Progr. de resurrectione Jobi. Grimma 1759
12. Progr. Vaticinium Jesaiae de tumulo Jesu, Commentatio super Jes. XXI, 11. 12. Grimma 1760
13. Progr. Memoria Philippi Melanchthonis ante duo saecula mortui. Grimma 1760
14. Progr. Pictas Torgavienfia. Grimma 1760
15. Progr. de disputatione Vinariensi et restutione Cantabrigiensi. Grimma 1760
16. Progr. Jesus leo dormiens. Grimma 1761
17. Progr. de consilie Friderici Sapientis deserendi Lutherum. Grimma 1761
18. Trauerschrift auf den unvermutheten und plötzlichen Tod Jungf. Rahel Soph. Scbwarzin. Grimma 1761
19. Leichenrede auf Hrn. M. J. J. Schwarz'en, Pfarrer zu Lorenzkirch, über den Wahlspruch Joh. Arndt's: Christus hat viel Diener, aber wenig. Nachfolger. Grimma 1763
20. Progr. de corrupto, sub adventum. Messiae scholarum Ebraeorum statu. Grimma 1763
21. Anzugspredigt.in Penig am Sonntage Judica… ohne Ort 1763
22. Gedächtnisspredigt auf den König Friedrich August… ohne Ort 1763
23. Gedächtnisspredigt auf den Churfürstenen Friedrich Christian… ohne Ort 1763
24. Leichenpredigt auf M. Franz Adam Götzinger'n, Pfarrer zu Wechselburg… ohne Ort 1765
25. Einweihungspredigt  der Kirche zu Königshayn… ohne Ort 1766
26. Diss, theol. inaug. Qui sine Christo, sine Deo. Wittenberg 1768
27. Oratio theol. inaug. quantum intersit Ecclesiae curare, ne fides Christiana sit fides temporum potius, quam Evangeliorum. Wittenberg 1768
28. Die Ruhe der Seelen in der Vergebung der Sünden, am 19ten Sonntage nach Trinit. bey der # Promotion in der Pfarrkirche zu Wittenberg gehalten. Wittenberg  1768
29. Abschiedspredigt aus Penig, am Sonntage Judica. Wittenberg 1770
30. Ist’s uns auch eine, Schande, die Schwäche unserer Einsichten in Religionssachen zu gestehen? über das Evang. am Feste Trinit. Ohne Ort 1771
31. Weisheit ohne Gottesfurcht eine Quelle des menschlichen Unglückes; eine Schulpredigt. Wittenberg 1771
32. Acta Julii Pflugii, Episcopi Numburgensis, in caussa religionis. Eisenb. 1773
33. Vier Predigten über den Beschluss der Abschiedsrede Jesu. Leipzig 1776
34. Stiftungspredigt über Joh. 20, 19-31. Leipzig 1776
35. Stiftungspredigt über Matth. 15.21-28. Leipzig 1776
36. Ostertagspredigt, der Nutzen der Gräber für die Lebendigen. Leipzig 1776
37. Der Einfluss der gnädigen Gegenwart Gottes in unsere Rathschläge und Handlungen; eine Dankpredigt. Leipzig 1776
38. Vier Predigten über den Beschluss der Abschiedsrede Jesu. Leipzig 1776.
39. Die heilsame Lehre Jesu, in Predigten, über die Evangelia auf alle Sonn - und Festtage, ingleichen Passions- und Busstexte. Eisenb. 1776
40. Diss. Nexus doctrinae de sacrisicio Levitico et Christi. Leipzig 1778
41. Progr. de silentio Lutheri. Leipzig 1778
42. Progr. de Friderico Myconio, Lipnenslum apostolo. Leipzig 1779
43. Progr. Cur Deus homo? Leipzig 1779
44. Progr. Dominica gaudii Christianorum Pascha. Leipzig 1780
45. Progr. Publicatae in Saxonia Formulae Concordiae memoria bissaecularis. Leipzig 1780
46. Christliches Denkmahl einer frommen Mutter, Frauen Ch. S. Schwarzin, geb. Sappuhnin. Leipzig 1782
47. Progr. Liturgiae ecclesiae Evangelicae initia. Leipzig 1782
48. Progr. de propinquorum Servatoris persecutione. Leipzig 1782
49. Progr. super Epist. Leonis Sapientis, Graecorum Imp. ad Omarum Saracenorum Pricipem, de fidei Christianae veritate et mysteriis. Leipzig 1783
50. Progr. de disputatione inter Melanchthonem et Luther um super iustificatione. Leipzig 1783
51. Progr. de caussis Socinismi invalescentis. Leipzig 1784 Deutsch unter dem Titel: Von den bösartigen Socinianern und deren heimlichen Ausbreitung im heiligen römischen Reich. Leipzig 1784
52. Gerechte Freude Evangelischer Christen am 300jährigen Gedächtnistage der Geburt des grossen Luther's; am Reformationsfeste 1785 an der Universitätskirche zu Leipzig gezeigt, aus 2 Timoth. 4, 16.17. Leipzig 1785
53. Progr. de  legato Academiae Lipsiensis  ad  Concilium Constantiense. Leipzig 1785
54. Progr. de Evangelio infantiae Christi ficto et vero. Leipzig 1785
55. Von den Verdiensten guter Lehrer der Religion, und von der Pflicht, sie zu schätzen und zu preisen; ein Kanzelvortrag über 4 Mos. 20, 19. Dem Andenken D. J. G. Körner’s gewidmet. Leipzig 1786
56. Vorrede zu M. Ursinus Untersuchung des Ursprungs der Kirche und des Kloßers St. Afra und der Stadt Meissen. Leipzig 1780
57. Vorrede über die Frage: Wie haben Christus und die Apostel das alte Testament benutzt? In: S. G. Unger's Buch: Die Schriften des alten Bundes, ein siecherer Leitfaden zur wahren Glückseligkeit auch für die Christen. Leipzig 1787 (eigentl. 1786)